# Streblocera cornis
Streblocera cornis är en stekelart som beskrevs av Chen och Van Achterberg 1997. Streblocera cornis ingår i släktet Streblocera och familjen bracksteklar. Inga underarter finns listade i Catalogue of Life.